# 塞缪尔·蒂尔顿
塞缪尔·琼斯·蒂尔顿（英語：Samuel Jones Tilden，1814年2月9日—1886年8月4日）是一名美國政治人物，曾任紐約州州長，是有爭議的1876年美國總統選舉中的民主黨總統候選人。蒂爾頓是第二位在贏得民眾投票的情況下仍然輸掉選舉的總統候選人，也是唯一一位在美國總統選舉中贏得絕對多數民眾投票（50.9%）卻輸掉選舉的候選人。
蒂爾頓於1814年2月9日出生在紐約州新黎巴嫩的一個富裕家庭。他在年輕時就被政治所吸引，成為第8任美國總統馬丁·范布倫的門徒。在耶魯大學和紐約大學法學院學習後，蒂爾頓在紐約市開始其法律生涯，成為一名著名的公司律師。他曾在紐約州眾議院任職，並在1848年美國總統選舉中幫助發起范布倫的第三黨反奴隸制候選人資格。雖然他在1860年美國總統選舉中反對亞伯拉罕·林肯，但在南北戰爭期間，蒂爾頓支持聯邦。戰爭結束後，蒂爾頓被選為紐約州民主黨委員會主席主席，並在1868年美國總統選舉中管理民主黨提名人霍拉肖·西摩的競選。
蒂爾頓最初與州黨的坦慕尼協會合作，但由於老闆威廉·特威德的腐敗猖獗，他在1871年與他們決裂。蒂爾頓在1874年贏得紐約州州長選舉，在這個職位上他幫助打破了「運河環線」。蒂爾頓與公共腐敗的鬥爭，以及他的個人財富和在這個國家人口最多的州的選舉成功，使他成為1876年民主黨總統提名的主要候選人。蒂爾頓在1876年民主黨全國大會的第二輪投票中被選為提名人。在大選中，蒂爾頓面對的是共和黨候選人拉瑟福德·伯查德·海斯，他是另一位具有改革資格的州長。蒂爾頓的競選重點是公務員制度改革、支持金本位制和反對高稅收，但他的許多支持者更關心的是結束美國南部的重建。
蒂爾頓以25萬張選票贏得民眾投票。然而，20張選舉人票存在爭議，使得蒂爾頓和海斯都沒有獲得多數選舉人票。由於蒂爾登頓贏得184張選舉人票，離多數票還差一票，海斯的勝利需要他掃除所有有爭議的選舉人票。違背蒂爾頓的意願，國會任命兩黨組成的選舉委員會來解決這一爭議。共和黨人在選舉委員會中擁有一個席位的優勢，並在一系列黨派的裁決中決定，海斯贏得所有有爭議的選舉人票。在1877年妥協中，民主黨領導人同意接受海斯為勝利者，以換取重建期的結束。蒂爾頓的朋友們試圖讓他成為1880年和1884年總統選舉中民主黨總統提名的主要競爭者，但他已經離開政壇，並拒絕參加競選。他於1886年8月4日在紐約州揚克斯逝世，享年72歲。

## 外部連結
- Samuel J. Tilden papers, 1785–1929. （页面存档备份，存于） Manuscripts and Archives Division （页面存档备份，存于）, New York Public Library （页面存档备份，存于）
- SamuelTilden.net （页面存档备份，存于）
- Hayes-Tilden election described in detail, compared to Bush-Gore election （页面存档备份，存于）
- Oldaker, Nikki; Bigelow, John. . Clearwater, FL: Show Biz East Productions. 2006  [2023-04-23]. ISBN 978-0-9786-6980-5. （原始内容存档于2023-06-22）.
- 在Find a Grave上的Samuel Jones Tilden
- 维基文库中的相關文獻：
  - . . 1879.

  - .  23 9th. 1888.
  - . . 1905.
  - .  (第11版). London. 1911.
  - . . 1920.
- 塞缪尔·蒂尔顿的作品  - 古騰堡計劃

| 政党职务                    | 政党职务                                   | 政党职务                        |
| --------------------------- | ------------------------------------------ | ------------------------------- |
| 前任者： 迪恩·瑞奇蒙        | 紐約州民主黨委員會主席 1866年－1874年      | 繼任者： 艾倫·C·比奇            |
| 前任者： 法蘭西斯·凱南      | 紐約州州長民主黨提名人 1874年              | 繼任者： 盧修斯·羅賓遜          |
| 前任者： 霍勒斯·格里利      | 美國總統民主黨提名人 1876年                | 繼任者： 溫菲爾德·斯科特·漢考克 |
| 纽约州众议院                |                                            |                                 |
| 前任者： 利安德·巴克        | 紐約州眾議院議員 來自紐約郡第18選區 1872年 | 繼任者： 巴尼·比格林            |
| 官衔                        |                                            |                                 |
| 前任者： 約翰·亞當斯·迪克斯 | 紐約州州長 1875年－1876年                  | 繼任者： 盧修斯·羅賓遜          |